# Taro Island
Taro Island (česky ostrov Taro) je malý ostrov na Šalomounových ostrovech, na kterém v roce 2009 žilo 507 obyvatel. Nachází se v Choiseulské zátoce na severozápadě ostrova Choiseul a jeho rozloha činí 0,44 km2. Stejnojmenná obec Taro je hlavním městem provincie Choiseul. Na ostrůvku se také nachází letiště Choiseul Bay Airport, které využívají domácí aerolinky Solomon Airlines s lety do města Gizo s návazností do dalších míst.
V září 2012 začala v Taro výstavba policejního bytového projektu, která posílí policejní přítomnost na ostrově. Na projekt dohlíží policejní rada provincie Choiseul.

## Hrozba
Ostrov je velmi citlivý na vzestup hladiny oceánu. V roce 2016 John A. Church, Colin Woodroffe a další australští vědci z Organizace vědeckého a průmyslového výzkumu Commonwealthu předpovídali, že ostrov Taro se stane prvním hlavním městem provincie na světě, které bude nuceno přemístit své obyvatele a služby kvůli hrozbě nárůstu hladiny moře.